# Lannie Scott
Lannice 'Lannie' Scott (Louisville (Kentucky), 1908 - na 1965) was een Amerikaanse boogiewoogie- en jazzpianist en -componist.

## Biografie
Scott begon zijn loopbaan als professioneel musicus in Cleveland en Detroit, in die tijd werd hij opgemerkt door Art Tatum, die later een nummer van Scott zou opnemen. In de jaren 30 vertrok hij naar New York. Hij speelde in de Washboard Serenaders en was huispianist in nachtclub Paradise. Hierna keerde hij naar Cleveland terug, waar hij solo ging spelen en zich richtte op het componeren. In 1942 begeleidde hij Billie Holiday toen die een twee weken-durende klus in de stad had.
In 1946 nam hij met een eigen trio (met John Levy en Denzil Best) zes nummers op, waarvan dat jaar twee op plaat verschenen: "Lannie’s Boogie Woogie" en "Barrel House Boogie" (Savoy 614). Kort daarna speelde hij met Hot Lips Page ("Birmingham Boogie") en begeleidde hij zangeres Laurel Watson ("’Deed I Do"). Met het Jim Jam Trio maakte hij in 1947 opnamen voor het platenlabel Sonora, naast "Ev'ry Day Blues" (van Harry Dial) ook zijn eigen compositie "Jim Jam Boogie". In 1949 was hij pianist bij Lucky Millinder, tevens trad hij met Gus Aiken, Wellman Braud, Freddie Moore en Ruby Smith op tijdens het WNYC Jazz Festival. In die tijd speelde hij ook met Jonah Jones en Brownie McGhee ("Yellow Moon") en was hij lid van het Bennie Smith Quartet. In de vroege jaren 60 speelde hij in het kwartet van Red Allen (Mr. Allen, Prestige Records/Bluesville). In de jazz speelde hij tussen 1946 en 1965 mee op 15 opnamesessies. Zijn nummer "The Shout" werd opgenomen door Art Tatum.